# Nopphakhun Kongmuang
Nopphakhun Kongmuang (thailändisch นพคุณ คงเมือง; * 28. Juni 1998) ist ein ehemaliger thailändischer Fußballspieler.

## Karriere
Nopphakhun Kongmuang stand bis Saisonende 2019 beim Kasetsart FC unter Vertrag. Der Verein aus der Hauptstadt Bangkok spielte in der zweiten Liga, der Thai League 2. 2019 bestritt er sechs Zweitligaspiele sowie ein Pokalspiel. Am Ende der Saison wurde sein Vertrag nicht verlängert und er beendete seine Karriere als Fußballspieler.